# Zarzecze Drugie
Zarzecze Drugie – część miasta Kraśnika, leżąca w rejonie ulicy Urzędowskiej. Znajduje się tu Urząd Stanu Cywilnego w Kraśniku.

## Historia
Zarzecze już w XIX stanowiło przedmieście Kraśnika. Wykształcił się podział Zarzecza na część południową (Zarzecze Pierwsze) i północną (Zarzecze Drugie). 1 stycznia 1973 północną część Zarzecza Drugiego odłączono od Kraśnika (do granicy od strony południowo-zachodniej do toru kolejowego), tworząc w niej sołectwo Zarzecze Drugie w nowo utworzonej gminie Kraśnik. Zasadnicza część Zarzecza Drugiego pozostała w granicach Kraśnika.